# Alnespirona
Alnespirona (S-20,499) es un selectivo receptor 5-HT1A agonista total de la clase química azapirona.
Tiene efectos antidepresivos y ansiolíticos.